# Слобідські козацькі полки

Україна у 1747 роках. Синім позначена Гетьманщина, зеленим — територія Слобідських полків, помаранчевим — Військо Запорозьке Низове

Слобідські козацькі полки — військово-територіальні козацькі формування на території Слобідської України у 1651—1765 роках. Полки входили до складу Московського царства, але мали автономне самоврядування.
Виникли у XVII сторіччі у наслідку переселення переважно українського населення на вільні землі Дикого поля. Наприкінці XVIII сторіччя військову структуру полків було реформовано у регулярні гусарські полки, а територію включено до складу нової Слобідсько-Української губернії.

## Виникнення полків

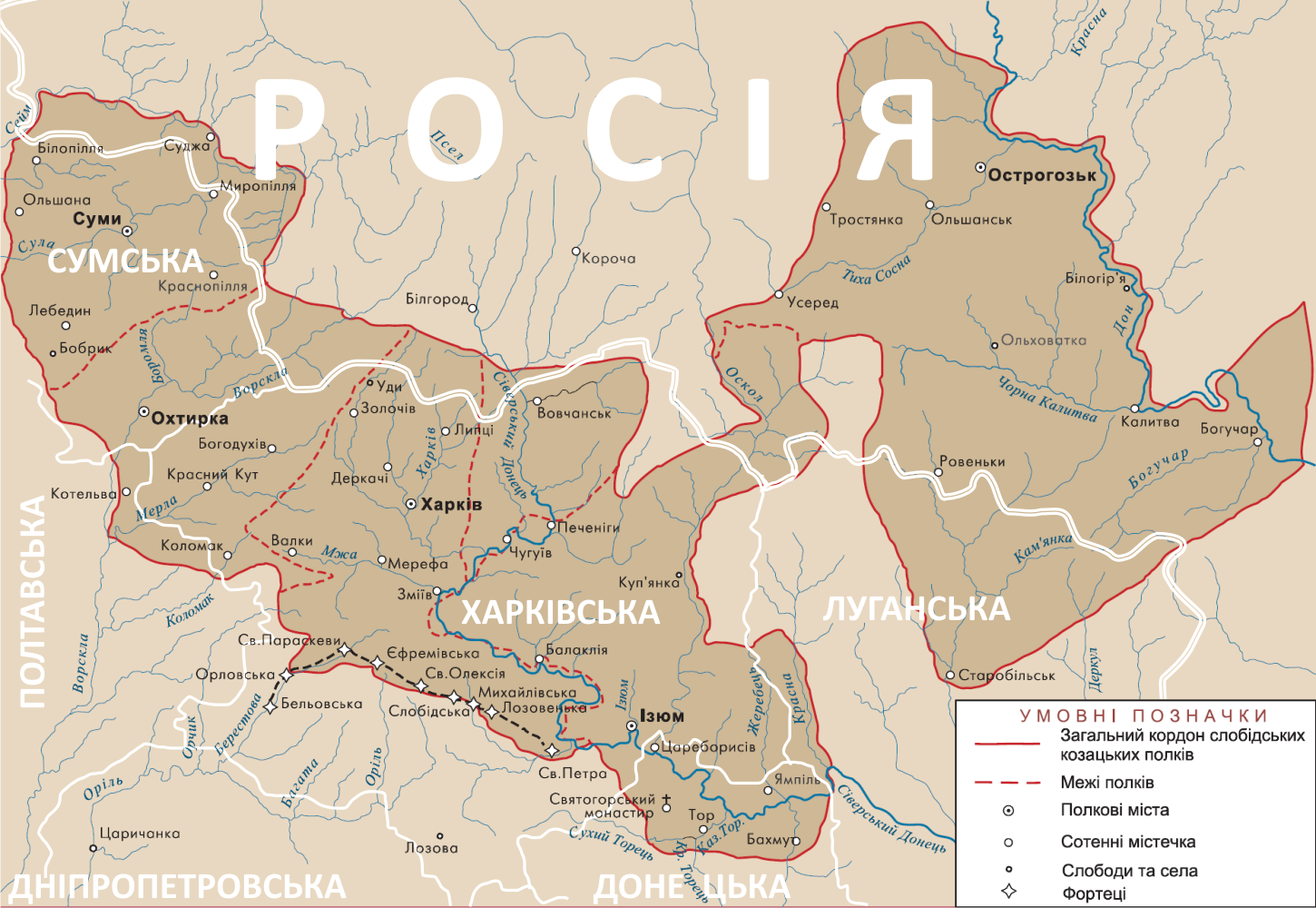
Карта полків Слобідської України в 1764-му. Білим кольором — сучасні кордони.

Московський уряд довгий час сприяв українському заселенню Слобідської України. Це давало Москві можливість економічно розбудувати вільні простори, мати добру військову силу для оборони своїх південних кордонів і разом із тим стримувати потік московських утікачів-кріпаків на Дон. Тому царський уряд постачав українським переселенцям зброю й харчі, дозволяв їм селитися цілими громадами на пільгових умовах («слободи»), наділяв їх землею й зберігав за поселенцями козацькі права і полковий устрій.
Одними з перших постійних українських козацьких формацій Слобідської України, ще до встановлення полкового устрою були чугуївські козаки, на чолі з Яковом Острянином, що проіснували 1638—1641 роки. Козаки отримали дозвіл від московського царя Михайла Федоровича на поселення в прикордонних землях та розбудову Чугуєва в обмін на оборону кордонів Московської держави від татар та поляків.
Вже в 1650-их pp. існували слобідські полки: Острогозький (Рибінський), Сумський, Охтирський, Харківський полк. У 1685 р. утворено Ізюмський полк. Полки поділялися на сотні (у 1734 р. на Слобідській Україні було 98 сотень). Полкам або їх полковникам уряд надавав царські жалувані грамоти. Але Слобідська Україна, на відміну від Гетьманщини, не мала державної української влади (гетьманату). У 18 ст. були спроби централізувати українську адміністрацію Слобідської України в особі вищого військового урядовця, яким звичайно був хтось із слобідських полковників, з московською рангою бригадира (або й генерал-майора): харківський полковник Федір Шидловський (1708–1711 рр.), охтирські полковники Федір Осипов (1711 р.) і Олексій Лесевицький (1730-ті pp.), командир слобідських полків Василь Капніст (1751–1757 рр.) та ін.

## Підпорядкування московській владі
Над козацькою владою Слобідської України була державна адміністрація, якою керували московські воєводи (зокрема білгородський), а у 18 ст. — військові губернатори (азовський, потім воронізький, київський). У 1711 р. Харківським, Ізюмським і Острогозьким полками керував азовський губернатор, адмірал Ф. Апраксін; Сумським і Охтирським (з 1718 р. і Харківським) — київський губернатор князь Д. Голіцин. Згодом Ізюмський і Острогозький полки перейшли під владу воронізького губернатора. Справи Слобідської України були спочатку підпорядковані Розрядному Приказові, а потім «Приказові Великої Росії» (1687–1700 рр.) у Москві. Із 1726 р. слобідські полки перейшли у відання Військової Колегії, а також російського військового головнокомандуючого, яким був тоді князь М. Голіцин.

## Устрій
Полковий устрій і уряди (полкові й сотенні) були подібні (з невеликими відмінами) до тих, що існували на Гетьманщині. У другій половині 17 ст. старшину обирали на козацьких радах (фактично на радах старшини), а затверджувала їх московська влада. У 18 ст., поступово обмежуючи козацьке самоврядування, царський уряд призначав старшину з верхівки козацтва, а полковників і сотників іноді й з чужинців (Тевяшов в Острогозькому, М. Милорадович в Ізюмському полках). Кілька визначних козацьких родів на Слобідській Україні давали кандидатів на полковників та інші уряди, іноді майже спадково, створюючи таким чином свого роду полковницькі «династії»: Кондратьєви у Сумському, Перекрестови-Осипови й Лесевицькі в Охтирському, Донець-Захаржевські, Куликовські й Данилевські в Ізюмському, Шидловські й Квітки у Харківському, Тевяшови в Острогозькому полках.
Список полків, що існували у Слобідській Україні:
- Харківський полк,
- Ізюмський полк,
  - Балаклійський полк (1669—1677, увійшов до складу Харківського та Ізюмського полків),
  - Зміївський полк (1660—1670, увійшов до складу Харківського полку, а з 1699 року — Ізюмського полку),
- Сумський полк,
- Охтирський полк,
- Острогозький полк.

Прапор Харківського козацького полку
Прапор Ізюмського козацького полку за В.Смоленським
Прапор Сумського козацького полку
Прапор Охтирського козацького полку
Прапор Острогозького козацького полку

## Історія
28 вересня 1651 року було підписано Білоцерківську угоду, за якою значно обмежувалися козацькі права, так козацькою територією визнавалося лише Київське воєводство і козацький реєстр скорочувався до 20 000.
Після підписання цієї угоди, козаки з Брацлавщини і Чигиринщини змушені були продавати свої мешкання та перебиратись разом з сім'ями на Київщину.
Через великий наплив людей на Київщину разом з їхнім майном, Хмельницький ухвалив рішення розселити цих козаків на пустих землях і так були засновані 5 козацьких слобід: Охтирка, Рибинськ (Остророжок), Суми, Харків, Ізюм, на південь і південний-захід від містечка Білгород. Пізніше цих козаків називали Слобідськими козаками. Цим козакам були збережені всі їхні попередні права. Під час зростання неспокою в Україні число цих козаків постійно збільшувалося.
Права слобідських полків були однаковими з гетьманськими і знаходились під владою гетьмана до часів Івана Самойловича. За сприяння Василя Голіцина ці полки отримали кожний своє окреме управління.
В протистояннях гетьманів після смерті Богдана Хмельницького слобідські козаки участі не брали, але саме це стало ще однією причиною для збільшення їхньої кількості. Через те, що їхні слободи були спокійною територією зростав також і їх добробут.
1668-го року слобідські козаки підтримали повстання Брюховецького спрямоване супроти утисків козацьких прав московитами. 1670-го на Слобожанщину поширилося повстання Разіна.
За часів Петра I слобідські козаки зобов'язані були брати участь в копанні каналу та укріплень. Згідно царських грамот 1700-го року у 5-ти існуючих на той час полках мало перебувати по 3500 чоловік, решта виключалися з реєстру та йменувалися підпомічниками — на них покладався обов'язок забезпечувати виборних козаків.
У 1732 р. цариця Анна Іванівна скасувала автономію Слобідської України, але у 1743 р. її відновила Єлисавета Петрівна й видала жалувану грамоту для всіх слобідських полків.
Під час правління Єлизавети у козаків були забрані Магдебурзькі права і ведені російські права та закони. Крім того козаки поосібно були обкладені податком та з них були утворені 5 драгунських полків, які проіснували недовгий час.

## Ліквідація автономії та переформування полків
Реформи Катерини II стосовно усіх українських козаків були розпочаті з слобідських. 1762 року імператриця створила «Комісію про Слобідські полки» нібито для розгляду скарг слобідських козаків проти старшин, проте насправді цей орган на чолі з Євдокимом Щербініним займався ліквідацією полкового устрою Слобожанщини. Маніфестом 1765 р. Катерина II ліквідувала козацький устрій і слобідські полки та ввела російські установи. Замість розформованих козацьких полків, утворено регулярні — Харківський уланський та Сумський, Охтирський, Ізюмський і Острогозький гусарські полки. Слобідських козаків і підпомічників перетворено на так званих військових обивателів (за соціальним станом вони були подібні до державних селян), козацьку старшину зрівняно з російським дворянством.
Скасування полкового козацького устрою Слобідської України викликало велике невдоволення козацької старшини. Ізюмський полк, Федір Краснокутський і деякі старшини Харківського полку виступили явно проти реформи 1765 р. Російський уряд провів арешти, шукаючи ширшої змови. Краснокутського позбавили чинів, маєтку й заслали до Казані, декого з рядових старшин вибито батогами. Вияви невдоволення й протесту мали місце й під час виборів до Комісії складання проекту «Нового Уложенія» 1767 р.: в деяких наказах (зокрема на Сумщині) була вимога відновити козаччину. Але російські урядові репресії ліквідували цей рух опору.
В 1766 було скасовано існуючий адміністративний поділ і всю територію слобідських козаків було перетворено в нову Слобідсько-Українську губернію губернію з центром у Харкові.
П'ять слобід: Охтирка, Харків, Ізюм тощо отримали статус міст. Особлива увага була приділена Харкову, який з 1780 став головним містом в новоствореній Харківській губернії. Пізніше були введені ще інші адміністративні зміни і п'ять козацьких полків були перетворені в гусарські полки.
Переформування, на прикладі Охтирського полку, відбувалося наступним чином :

| «В момент получения Высочайшего указа в Ахтырском казачьем полку состояло налицо: 9 полковых и 25 сотенных старшин, 59 подпрапорных, 26 полковых служителей и 1227 казаков. Инструкция требовала, чтобы в гусары поступали люди не менее 2-х аршин и 6-ти вершков роста; а так как ахтырские казаки в большинстве были народ хотя и с сильно развитою мускулатурою, но малорослые и приземистые, то большинство из них оказалось непригодными для гусарского строя. Выбраны были одни богатыри, которые при физической силе отличались еще и значительным ростом. Таких людей набралось только 378 человек, из числа которых 341 зачислены были во фронт, 7 обращены в трубачи, 5, оказавшихся грамотными, в писаря и 25 человек в нестроевые. Кроме них, принято было еще 22 «подпрапорных», т. е. старшинских детей, добровольно изъявивших желание поступить в гусары и предназначенных для замещения в эскадронах должностей вахмистров, унтер-офицеров и капралов. Все остальные казаки, как непригодные к регулярному строю, отпущены были домой и превратились с этих пор в простых, мирных пахарей» |
Як згодом виявилося, новоспеченим гусарам поталанило набагато більше, ніж тим із козаків, що перетворилися на «простих мирних орачів» — останніх, у переважній більшості, невдовзі було просто закріпачено.